# Футляр

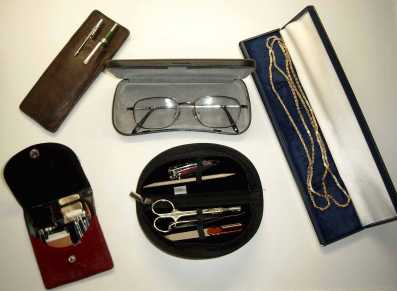
Различные футляры.

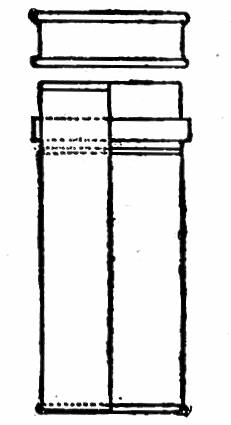
Схема зарядного футляра.

Футля́р (от нем. Futteral) — принадлежность, аксессуар, чехол или коробочка с крышкой для хранения различных предметов обихода и ценностей, обычно продолговатой или плоской формы.
В других источниках указано что Футля́р (м., немц.) коробочка, ларчик, трубка, укладочка, чехолок, куда вкладывается сберегаемая вещь.

## Обиход
В зависимости от предназначения существуют футляры для очков (очёчный футляр, очёчник), украшений, монет, перьевых ручек, ключей (смотри ключница), фотоаппаратов или маникюрных наборов, футляр подзорной трубы, шляпный футляр (шляпник), и так далее.
Футляры изготавливаются из картона, металла (жести), пластика, кожи, искусственной кожи или текстиля. 
Внутри футляр обычно обит мягким материалом — замшей, велюром, шёлком или кожей. Для фиксации хранимого предмета может быть использован ложемент.

## Военное дело
Кожаный футляр для револьвера (пистолета), прикрепляемый к поясу или к седлу лошади — Кобура.
В военном деле России, в конце XIX столетия, применялся в полевой и горной артиллерии, для укупорки готовых зарядов крупнозернистого дымного пороха Зарядный футляр, который изготовлялся из жести. В каждый зарядный футляр укладывался лишь один заряд. Для герметичности, в верхней части зарядного футляра, был припаян ободочек, в который, по наполнении его снарядной мазью, входила крышка, утопая своим ребром в мази. Соединение крышки с зарядным футляром замазывалось нефтяным салом.